# Rosalinglas

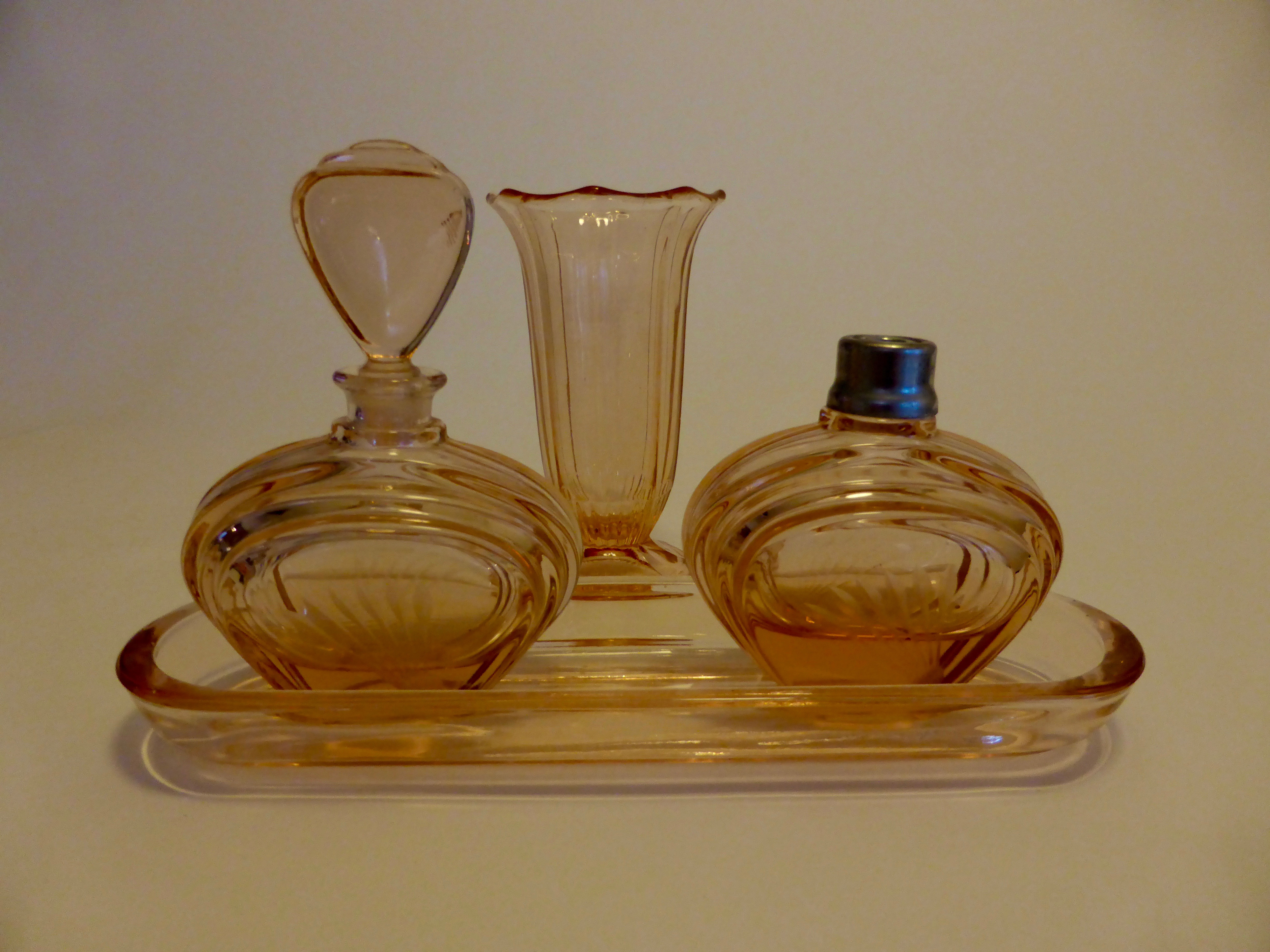
Frisiertisch-Sortiment, Art déco

Als Rosalinglas wird eine Glasart mit einer lachsrosa Färbung bezeichnet, welches in der ersten Hälfte des 20. Jahrhunderts zum beliebten „Modeglas“ wurde. 

## Geschichte

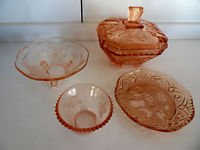
Bonbonniere, Schüsseln, Schalen; 1950er Jahre

1865 experimentierte der französische Chemiker Théophile-Jules Pelouze mit der Färbung von Glas und erprobte u. a. Selen, das er einem mit kohlensaurem Natron bereiteten Glassatz zusetzte. Er erhielt, wie er in einem Aufsatz 1866 beschreibt, eine durchsichtige Masse, „von einem schönen, in's Rothe ziehenden Orange, welches an die Farbe gewisser Varietäten von Topas, Hessonit (Kanelstein) und Hyazinth (Zirkon) erinnerte (5. Orangeroth 3/10, 9. Ton, Chevreul)“. Die Ergebnisse seiner Experimente erwiesen sich als reproduzierbar, aber erst 1891 erwarb Franz Welz aus Böhmen ein deutsches Patent auf die Herstellung von rosafarbenem und orangem Glas unter Verwendung von Selen. Selen wurde auch zur Entfärbung der zunächst gelbgrünen Glasmasse verwendet. Je nach Zusammensetzung der Glasmasse färbt es rot, orange, braun oder rosa. Die Begriffe „Selenglas“ und „Rosalinglas“ sind daher nicht gleichzusetzen.
Die neue Glasfarbe tauchte zunächst unter verschiedenen Bezeichnungen wie „Lachs“, „Mattrosa“, „Edelrosa“ oder „Aurora“ auf. In den 1930er Jahren wurde Rosalinglas, dessen Herstellung im Hinblick auf die Stabilität der Farbgebung zunächst schwierig war, von fast allen Pressglasproduzenten angeboten und zunehmend zur Modefarbe.  
Als Pressglas, dem „Glas der armen Leute“, wurden aus Rosalinglas Gläser, Karaffen, kleine Schüsseln, Schalen, Kerzenständer, Dosen und Flacons angeboten, die erschwinglich waren und mit der zartrosa Farbe und den Möglichkeiten der Imitation des geschliffenen Kristallglases einen edlen Eindruck erwecken konnten. Es wurde aber auch als geblasenes Glas hergestellt.
Rosalinglas wurde im Art déco verwendet wie auch im Bereich des Gebrauchsglases vor allem ab den 1950er Jahren. Seltener finden sich auch Teile von Leuchten, kleine Figuren und andere Kunstgegenstände aus Rosalinglas.

## Rosalinglaswerk

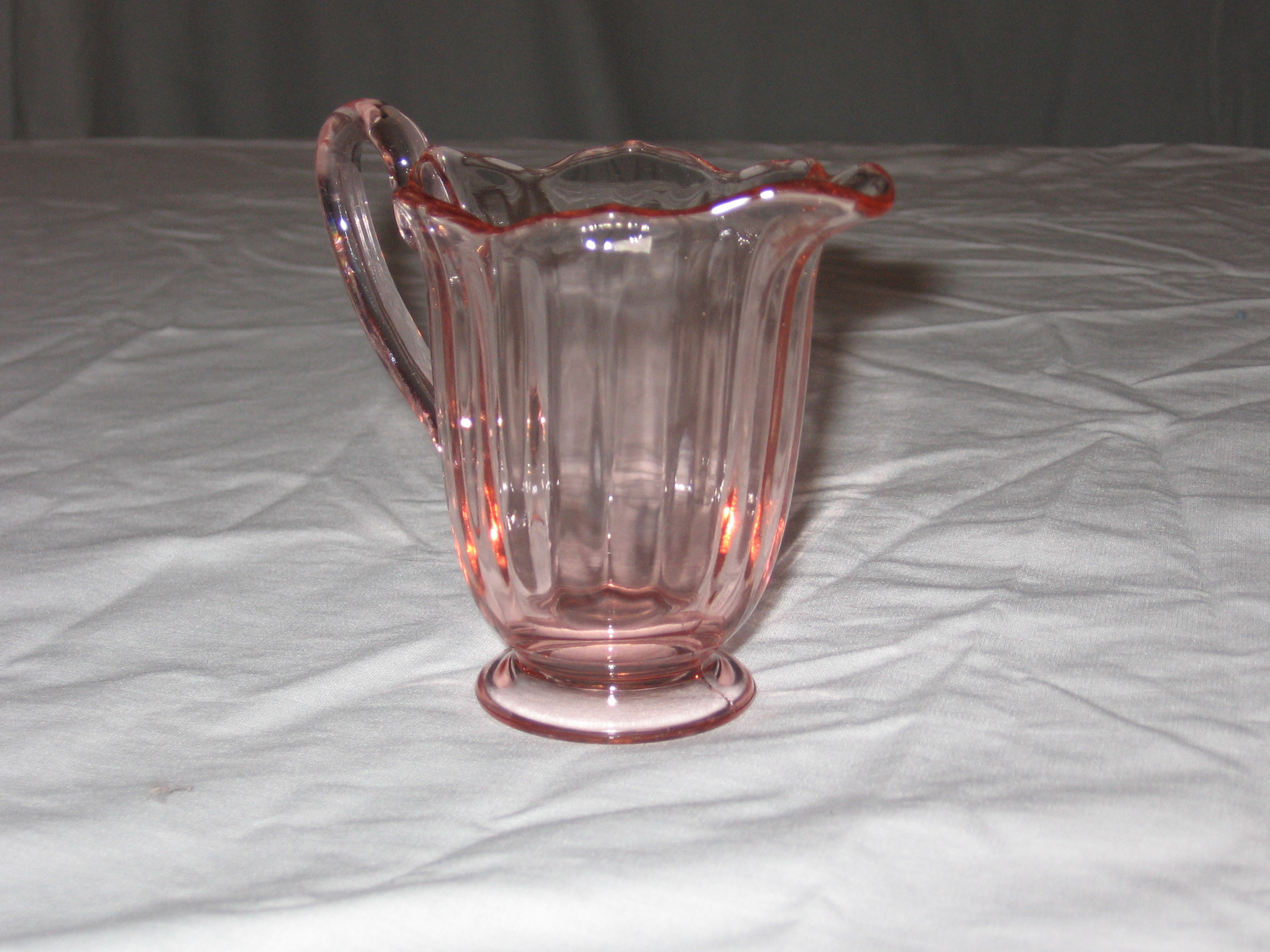
Krug

Die in der DDR für technisches Glas führende Glashütte Sophienhütte in Ilmenau trug nach ihrer Verstaatlichung 1972 bis 1983 den Namen „VEB Rosalinglaswerk“.

## Rosalinglas heute
Artikel aus Rosalinglas aus dem Art déco und den 1950er Jahren werden bis heute, oft unter der nicht korrekten Bezeichnung „antikes Glas“, in unterschiedlichen Preisklassen gehandelt und sind ein beliebter Flohmarktartikel. Rosalinglas wird weiterhin hergestellt, z. B. in der Glasmanufaktur von Poschinger.